# 브라이언트 워시번

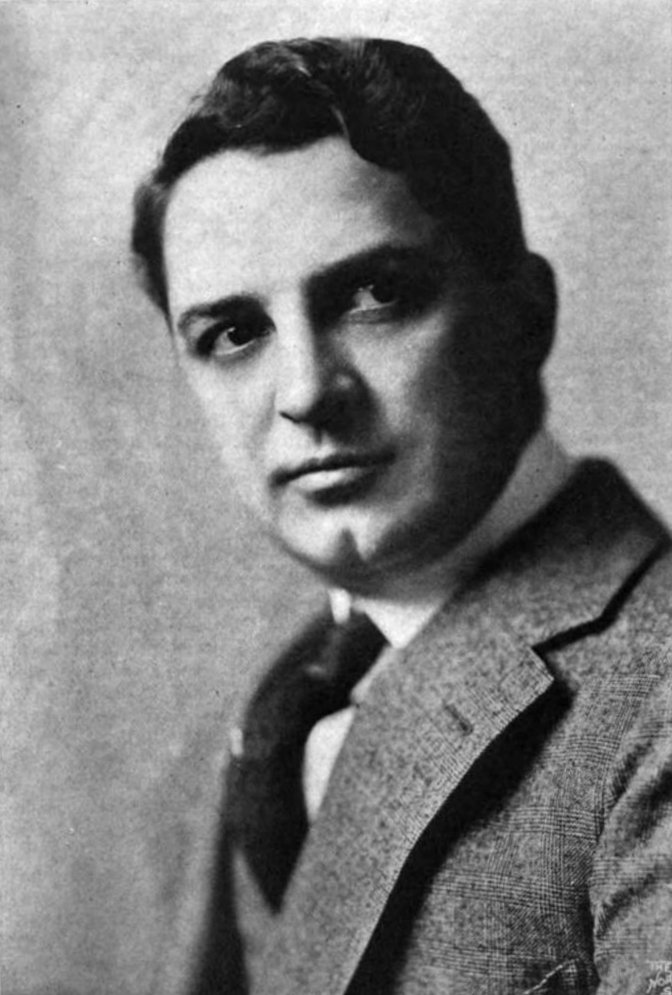

브라이언트 워시번(Bryant Washburn, 1889년 4월 28일 ~ 1963년 4월 30일)은 미국의 배우, 영화배우이다.
시카고에서 태어났으며 할리우드에서 사망하였다. 사인은 심근 경색이다.

## 영화
- 싸우잰드 치어 (1943년)
- 아이 두드 잇 (1943년)
- 신 타운 (1942년)
- 쉽 아호이 (1942년)
- 페이퍼 블렛 (1941년)
- 스파이더 리턴즈 (1941년)
- 캡틴 마블의 모험 (1941년)
- 역마차 (1939년)
- 왕중왕 (1927년)
- 오즈의 마법사 (1925년)